# 原田優一
原田 優一（はらだ ゆういち、1982年9月1日 - ）は、埼玉県出身の俳優、歌手、演出家、及びジェントーン合同会社CEO。身長は171cm。事務所はショウビズを経て、2022年12月1日よりジェントーン所属。

## 経歴
東宝ミュージカル『レ・ミゼラブル』で少年ガブローシュ役を演じていた従兄弟（橋本梓)の影響で、小学校3年生の時に劇団若草に入団した。
入団後すぐに子役の登竜門とされた『レ・ミゼラブル』や『サウンド・オブ・ミュージック』（共に東宝製作）などのオーディションに合格。NHK大河ドラマには、子役として2タイトルに出演するなど“名子役”の1人として名を連ねた。
中学3年生の1年間は高校受験の為に芸能活動を休止。学習院高等科に入学する。
学習院大学文学部哲学科に進学するも、中退。本人曰く「卒論より『ベガーズ・オペラ』を選びました」
ミュージカル『ベガーズ・オペラ』での演出家ジョン・ケアードが『レ・ミゼラブル』のアンジョルラス役に抜擢。これを初めとして『ミス・サイゴン』のクリス役、『レ・ミゼ』のマリウス役などの大役が続くこととなる。
柔らかいテノールの歌声を持ち、2枚目から3枚目まで幅広くこなせる演技力、タップダンス・ジャズダンスも得意と3拍子揃った俳優として高い評価を得ている。
トークやMCも得意で、出演舞台のトークショーでは進行役を任されたり、近年は演出や講師として後進の育成にも力を注ぐ。

## 主な出演

### 舞台
- 1992年 赤毛のアンシリーズ「アンの青春」（東京芸術劇場） - ポール 役
- 1994年「レ・ミゼラブル」（帝国劇場 ほか） - ガブローシュ 役
- 1994年「ファルセット」（サンシャイン劇場） - ジェイスン 役
- 1995年「サウンド・オブ・ミュージック」（帝国劇場 ほか） - フリードリッヒ 役
- 1995年「グイン・サーガ 〜炎の群像」（シアターアプル） - ミアイル王子 役
- 1996年「はだしのゲン」（全労済ホール スペース・ゼロ） - ゲン 役
- 1996年「サンタのクリスマス」 （博品館劇場） - ケン 役
- 1999年「隣の宇宙人」（シアターVアカサカ） - 権田原賢一 役
- 1999年「KILALA〜ロミジュリ仁義」（シアターVアカサカ）
- 2000年「キャバレー」（シアターVアカサカ） - 矢代俊一 役
- 2001年 ミュージカル座公演「ミュージカル・サイト」（俳優座劇場） - イサム 役
- 2002年「パナマ・ハッティ」（帝国劇場）
- 2002年「マイ・フェア・レディ」（中日劇場 ほか）
- 2002年「ロマンクエスト」（シアターVアカサカ） - ススム 役
- 2003年「キスミー・ケイト」（博多座 ほか）
- 2003年「イーストウィックの魔女たち」（帝国劇場）
- 2004年「サウンド・オブ・ミュージック」（博多座） - ロルフ 役
- 2004年「マイ・フェア・レディ」（梅田コマ劇場）
- 2005年「ネバ・ゴナ・ダンス」（東京国際フォーラム）
- 2006年「ベガーズ・オペラ」（日生劇場）
- 2006年「ビューティフルゲーム」（青山劇場 ほか）
- 2006年 ミュージカル座公演「アイ・ハヴ・ア・ドリーム」（博品館劇場） - マイク 役
- 2006年 ミュージカル「赤毛のアン」（全国公演） - ギルバート 役
- 2006年「FAME The Musical フェーム」（東京芸術劇場 ほか）
- 2007年「TITANIC the musical　タイタニック」（東京国際フォーラム） - エドワードラティマー 役
- 2007年「レ・ミゼラブル20周年記念公演」（帝国劇場・博多座） - アンジョルラス 役
- 2007年「ALL SHOOK UP」（青山劇場・シアターBRAVA!） - ディーン・ハイド 役
- 2008年「ベガーズ・オペラ」（梅田芸術劇場・日生劇場） - ノエル（もってこい）／フィルチ 役
- 2008年「ミス・サイゴン」（帝国劇場） - クリス 役
- 2009年「ミス・サイゴン」（博多座） - クリス 役
- 2009年「レ・ミゼラブル」（中日劇場・帝国劇場） - アンジョルラス 役
- 2009年 劇的朗読劇「苦情の手紙」（博品館劇場）
- 2009年 TOURSミュージカル「赤毛のアン」（札幌・仙台・さいたま・広島・福岡・大阪・名古屋・東京） - ギルバート・ブライス 役
- 2011年「レ・ミゼラブル」（帝国劇場） - マリウス 役
- 2012年「ラ・カージュ・オ・フォール」（日生劇場・梅田芸術劇場・愛知県芸術劇場） - ジャン・ミッシェル 役
- 2012年「道化の瞳」（シアタークリエ・愛知県芸術劇場・金沢歌劇座・サンケイホールブリーゼ） - 鈴木淳・カール 役
- 2013年「レ・ミゼラブル」（帝国劇場 ほか） - マリウス 役
- 2015年「晦日明治座 納め・る祭〜あんまり歌うと攻められちゃうよ〜」（明治座・梅田芸術劇場） - 鷲葛城 役
- 2016年 ミュージカル「TARO URASHIMA」（明治座） - 深海王子 役
- 2016年「スマイルマーメイド」（シアター1010 ほか） - ドーフィン 役
- 2017年「ゆく年く・る年冬の陣 師走明治座時代劇祭」（明治座・梅田芸術劇場） - 本田忠勝 役
- 2018年「歳が暮れ・るYO 明治座大合戦祭」（明治座・梅田芸術劇場） - 二部日替わりゲスト(12月29日 昼公演のみ)
- 2018年-2019年「マリー・アントワネット」（博多座・帝国劇場・御園座・梅田芸術劇場）- ルイ16世 役
- 2019年「リューン」（日本青年館 ほか） - ダナトリア 役
- 2019年「グーテンバーグ！ザ・ミュージカル」（新宿角座・上野ストアハウス）
- 2019年「ファクトリーガールズ」（赤坂ACTシアター ほか） - アボット 役
- 2019年「麒麟にの・る」（明治座） - 演出・出演
- 2020年「Fly by night〜君がいた」（シアタートラム・赤レンガ倉庫1号館ホール） - ナレーター 役
- 2021年「シンる・ひま　オリジナ・る　ミュージカ・る　明治座で逆風に帆を張・る!!」(明治座) -演出・九条兼実役
- 2022年「奇人たちの晩餐会」（世田谷パブリックシアター他）- タンニ・ルブラン　役　[1]
- 2022年 朗読ミュージカル「8000ｍの愛」（ニッショーホール）[2]
- 2022年 「ダブル・トラブル」ジミー役（自由劇場）
- 2022年 「世界でいちばん美しい」津々見勘太郎役、他。（ステラボール、他）
- 2024年 音楽劇『不思議な国のエロス』〜アリストパネス「女の平和」より〜（新国立劇場 小劇場） - ペリクレース 役[3]
- 2024年 「VIOLET」（東京芸術劇場・梅田芸術劇場） - 伝道師 役[4]
- 2024年 「三銃士」（日生劇場 他） - ポルトス 役[5]
- 2025年 「もえ・る剣」（サンケイホールブリーゼ 他） - 三条実美 役[6]
- 2025年 「アメリカン・サイコ」（新国立劇場 中劇場 他） - ルイス・カラザーズ 役[7]
- 2025年 「A Year with Frog and Toad〜がまくんとかえるくん」（春日井市民会館 他）[8]
- 2025年 「CLUB SEVEN another place II」（よみうりホール 他）[9]
- 2025年 「ジャージー・ボーイズ」（シアタークリエ） - ボブ・クルー 役[10]
- 2025年 「CLUB SEVEN another place II」（よみうりホール 他）[11]

### テレビドラマ
- 迎春ドラマスペシャル「新春混浴しあわせ旅館物語」（1991年、フジテレビ)
- 金曜ドラマシアター「象のいない動物園」（1992年、フジテレビ）
- 大河ドラマ「琉球の風」（1992年、NHK） - 啓泰 役
- 特捜ロボ ジャンパーソン（1993年、テレビ朝日） - 早見英夫 役
- 金曜エンタテイメント「女教師・沢木圭子」（1993年、フジテレビ）
- ドラマ30「愛のたくらみ」（1993年、CBC） - 春川健 役
- 大河ドラマ「秀吉」（1996年、NHK） - 浅野長吉 役

### その他のテレビ番組
- 最高!ブギウギナイト（2003年、テレビ東京） - Y.M.G.A. メンバーとして

### ウェブテレビ
- 僕等の図書室の木曜The NIGHT（2016年12月9日、AbemaTV） - MC[12]

### 映画
- リリィ・シュシュのすべて（2001年、岩井俊二監督）
- 黄昏流星群〜同窓会星団（2002年、山川元監督）

### ラジオドラマ
- 青春アドベンチャー （NHK-FM）
  - 『ブルボンの封印』（1993年8月16日 - 9月3日）[13]
  - 『P 』（1997年4月14日 - 25日）[14]
  - 『時めがね金沢うた絵巻』（2020年1月6日 - 17日）[15] - 家臣、次郎右衛門 役
  - 「白銀騎士団 シルバー・ナイツ」（2022年11月7日 - 18日） - 李 役
  - 『白銀騎士団 -高貴なる亡霊-』（2025年2月24日 - 3月7日） - 李 役[16]

### 吹き替え
- 1993年 「人魚の傷」（アーツプロ、アニメ） - 真人 役
- 2000年 「15の不思議な物語」（NHK）
- 2000年 「シナリオライターは君だ!」（NHK）

### その他
- 2002年 「原田優一ヴァージンライブ」（中島梓主催　11区）
- 2007年 「Three Top Ladies Dinner Show Vol.2」（東京會舘／鈴木ほのか・真織由季・横山智佐／ゲスト 原田優一）
- 2008年 「Harada Yuichi Birthday party」（東京ディズニーランドホテル）
- 2008年 ミュージカル「ミス・サイゴン」を熱く語る（東京會舘／橋本さとし・塩田明弘・原田優一）

## 主な作品

### 舞台
- 2014年・2016年　オフブロードウェイ・ミュージカル『bare』 演出 [17]
- 2019年「麒麟にの・る」演出・出演（明治座）
- 2020年　オフブロードウェイミュージカル「bare」演出（草月ホール）